# Roques del Gavatx
Les Roques del Gavatx són unes roques singulars del terme municipal de Monistrol de Calders, a la comarca del Moianès.
Estan situada en el Gorg de Saladic, a l'esquerra de la riera de Sant Joan i a l'extrem nord-oest del Sot de l'Arç.